# Aeroport de Namibe
L'aeroport de Namibe (codi IATA: MSZ, codi OACI: FNMO) és un aeroport que serveix Namibe a la província de Namibe a Angola. La pista d'aterratge es troba 6,8 km al sud de la ciutat.
El VOR-DME de Namibe (Ident: VMO) es troba a 0,9 km al final de l'Autopista 26, i la balisa no direccional de Namibe (Ident: MO) se'n troba a 1,9 kilòmetres.

## Aerolínies i destins
| Aerolínies           | Destinacions    |
| -------------------- | --------------- |
| TAAG Angola Airlines | Luanda, Ondjiva |